# Hydroporus longicornis
Hydroporus longicornis är en skalbaggsart som beskrevs av Sharp 1871. Hydroporus longicornis ingår i släktet Hydroporus och familjen dykare. Arten är reproducerande i Sverige. Inga underarter finns listade i Catalogue of Life.